# Toke Talagi

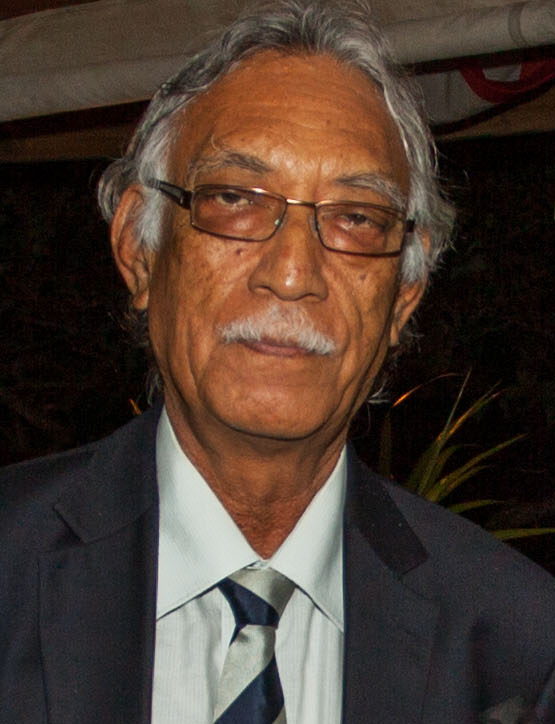
Toke Talagi (2014)

Sir Toke Tufukia Talagi KNZM (* 9. Januar 1951 in Alofi; † 15. Juli 2020 ebenda) war ein niueanischer Politiker. Neben dem Amt des Premierminister von Niue war er auch Außenminister, Minister für internationale Beziehungen und Minister für Koordinierung der Entwicklungshilfe. Da auf Niue keine politischen Parteien bestehen, war Talagi parteilos.

## Laufbahn
2002 wurde er in die Nationalversammlung von Niue gewählt; bei den Wahlen 2005 hatte er die gleiche Stimmenzahl wie ein Mitbewerber und behielt seinen Sitz nur dank der zur Bestimmung des Siegers durchgeführten Auslosung. Bei den Wahlen 2008 wurde er mit großer Mehrheit wiedergewählt.
Er wurde am 19. Juni 2008 von der Niue Assembly mit 14:5 Stimmen bei einer Enthaltung in einer Abstimmung zum Premierminister gewählt, bei der auch der vorherige Amtsinhaber Young Vivian kandidiert hatte. In Talagis Amtszeit wurde Niue im November 2011 eines der Gründungsmitglieder der Polynesian Leaders Group, einer Regionalgruppe von Staaten. Diese hat die Kooperation zu einer Reihe von Themen wie Kultur und Sprache, Bildung, Klimawandel, Handel und Investitionen zum Ziel. Talagi verlor seine Wiederwahl bei den Parlamentswahlen auf Niue 2020.
Er war zuvor mehrfach stellvertretender Premierminister, Finanzminister und Bildungsminister. Talagi war Präsident der Niue Rugby Union. 2008 wurde er zum Vorsitzenden des Pacific Islands Forum gewählt. Im Mai 2009 war er zusammen mit dem japanischen Premierminister Tarō Asō Vorsitzender des fünften Pacific Alliance Leaders Meeting (PALM) auf Hokkaidō.
Er war mit Emeline Fifitaloa Talagi verheiratet. Toke Talagi starb am 15. Juli 2020 im Alter von 69 Jahren.